# Lieux et monuments de Liepāja
Cet article liste des lieux et monuments de Liepāja en Lettonie.

## Architecture

### Bâtiments de Paul Max Bertschy
- 24 Kungu iela
- 14 Krišjāņa Valdemāra
- 16 Krišjāņa Valdemāra
- 4 Krišjāņa Valdemāra
- 2 Krišjāņa Valdemāra
- 15 Peldu
- 44 Peldu
- 4 Krišjāņa Valdemāra
- 2 Krišjāņa Valdemāra

### Art nouveau
- 2/6 Kūrmājas Prospect
- 9 Ausekļa iela
- 28, 34, 36/38, 44, 46, 27/29, 45 Graudu iela
- 3, 9, 16 and 23 Dzintaru iela
- 8 Krišjāņa Barona iela
- 23 Liepu iela
- 33/35 Peldu iela
- 1, 11 Pasta iela
- 4, 5 Lielā iela
- 2 Teātra iela
- 18 Baznīcas iela
- 21A Bāriņu iela
- 22 Tirgoņu iela
- 1, 5, 17, 21 Kuršu iela
- 8/10 et 16 Rožu iela
- 43 Toma iela
- 11 Dīķa iela
- 4, 11 Avotu iela
- 19 et 28 Republikas iela
- 5, 13, 15/17, 19,
- 25 et 66 Uliha iela
- 1 Raiņa iela
- 10/12 Kroņu iela

### Religion
- Cathédrale catholique romaine Saint-Joseph de Liepāja
- Église catholique romaine de Mara à Liepaja (lv)
- Église catholique romaine Saint-Dominique à Liepāja (lv)
- Église catholique romaine Saint Maynard à Liepāja (lv)
- Cathédrale orthodoxe Saint-Nicolas à Liepāja
- Église Sainte-Anne (lv)
- Cathédrale de la Sainte Trinité

### Santé
- Hôpital régional de Liepāja (lv)

### Commerce
- Marché de Pierre à Liepāja (lv)
- Marché d’Anna
- Centre commercial Kurzeme
- Centre commercial Ostmala

### Sport
- Ledus halle "Liepājas metalurgs"
- Centre olympique de Liepāja (lv)
- Centre de natation de Liepāja (lv)

- Patinoire du centre olympique de Liepāja
- Stade Daugava (Liepāja) (lv)

### Bâtiments officiels
- Prison de Karosta à Liepaja (lv)
- Hôtel de ville

### Autres
- Hôtel Promenade
- Hôtel Līva
- Hôtel Fontaine Royal
- Hôtel Europa City
- Hôtel Roze
- Hôtel Villa Jana

## Transport

### Gares, ports
- Gare de Liepāja
- Port de Liepāja
- Aéroport de Liepāja

### Routes et rues
- Rue Kungu
- Rue Krišjāņa Valdemāra
- Rue Graudu
- Boulevard du 14 novembre
- Lielā iela
- Perspective de Kūrmāja
- Rue de l'année 1905
- Rue de Jelgava
- Boulevard de la Renaissance (lv)
- Perspective de Kūrmāja
- Rue du Général Baloža (lv)
- Rue de la Cathédrale (lv)
- Rue Klāva Ukstiņa (lv)
- Rue Ganibu (lv)
- Rue Bernātu (lv)
- Rue Uliha (lv)
- Rue Zirņu (lv)
- Rue Raiņa (lv)
- Rue Baseina
- Rue de Rīga
- Rue Brīvības
- Rue Parka (lv)

### Tunnels, ponts
- Pont Oskar Kalpak (lv)

### Autres
- Phare de Liepāja
- Tramway de Liepāja
- Canal de la forteresse (lv)
- Canal du commerce
- Ligne Jelgava—Liepāja (lv)
- Ligne Liepāja—Aizpute (lv)
- Ligne Liepāja—Romni
- Ligne Liepāja—Vaiņode (lv)
- Ligne Liepāja—Ventspils (lv)

## Lieux

### Quartiers
- Vecliepāja
- Ezerkrasts
- Dienvidrietumu rajons
- Ziemeļu priekšpilsēta
- Jaunliepāja
- Velnciems
- Karosta
- Tosmare
- Zaļā birze
- Jaunā pasaule

### Places et Parcs
- Parc de Jurmala (lv)
- Parc Raina (lv)
- Place des Roses (lv)
- Place Jāņa Čakste (lv)
- Place Kārļa Zāles (lv)
- Réserve naturelle de Tosmare (lv)

### Cimetières
- Vieux cimetière (lv)
- Cimetière du Nord (lv)
- Ancien cimetière juif

### Eaux
- Étang des cygnes de Liepāja (lv)
- Lac de Liepāja
- lac Tosmare (lv)
- Vērnieku upe
- Kalejupīte
- Ālande (lv)
- Canal du commerce
- Rivière Karosta
- Canal Cietokšņa (lv)
- Pērkone
- Lac artificiel Beberlini

## Culture

### Éducation
- Lycée Nicolas de Liepāja (lv)
- Collège maritime de Liepaja (lv)
- Université de Liepāja
- École réelle de Liepāja (lv)
- Académie internationale balte
- École de Musique Emilis Melngailis  de Liepāja (lv)
- 10e école secondaire municipale J. Čakste de Liepāja (lv)
- École secondaire de musique, d'art et de design de Liepāja (lv)
- 5ème école secondaire de Liepāja (lv)
- 6ème école secondaire Raina de Liepāja (lv)
- 7ème école secondaire de Liepāja (lv)
- 8ème école secondaire de Liepāja (lv)
- École secondaire Liedaga de Liepāja (lv)
- 1er lycée d'État de Liepāja (lv)
- École technique d'État de Liepāja (lv)
- 15e école secondaire Oskar Kalpak de Liepāja (lv)

### Musées
- Musée de Liepāja (lv)
- Musée de l’histoire de la communauté juive de Liepāja
- Musée de Metalurg
- Musée Prison de Karosta

### Autres
- Théâtre de Liepāja
- Salle de concert Grand Ambre (lv)
- Théâtre de marionnettes de Liepaja (lv)
- Opéra de Liepāja (lv)